# محمد کیپریت
محمد کیپریت (انگلیسی: Muhammed Kiprit؛ زادهٔ ۹ ژوئیهٔ ۱۹۹۹) بازیکن فوتبال اهل آلمان است.
وی همچنین در تیم‌های ملی فوتبال Turkey national under-19 football team، جوانان آلمان، و زیر ۲۱ سال ترکیه بازی کرده‌است.